# یدیعوت اخرونوت
یدیعوت اخرونوت یا یدیعوت آحارانوت (به عبری: ידיעות אחרונות) به معنای «آخرین اخبار»، از دههٔ ۱۹۷۰ به این‌سو، پرانتشارترین روزنامهٔ اسرائیل بوده‌است.
این روزنامه پرطرفدار در قطع نشریات زردنامه منتشر می‌شود و محتوای آن نیز تا اندازه‌ای پیرو خبرنگاری زرد و جنجالی است. ساختمان مرکزی روزنامه یدیعوت اخرونوت در کلان‌شهر تل‌آویو قرار دارد.
«وای‌نت» (به انگلیسی: ynet) نام وب‌گاه انگلیسی‌زبان و عبری‌زبان روزنامه یدیعوت آخرونوت است.

## تحلیل‌گران روزنامه یدیعوت اخرونوت
از تحلیل‌گران برجسته امور نظامی-امنیتی روزنامه یدیعوت اخرونوت می‌توان رونن برگمن را نام برد.